# 月兒高 (琵琶曲)
〈月兒高〉，琵琶獨奏曲，文套代表曲目，目前所見最早的版本為明嘉靖七年的《高和江東》琵琶譜抄本，有多個版本傳世。其中汪派傳譜被稱為「大月兒高」，與《瀛洲古調‧小月兒高》相對。

## 樂譜版本
- 《弦索備考》
- 華秋蘋《琵琶譜》
- 《鞠士林琵琶譜》
- 《南北派十三套大曲琵琶譜》，李芳園著
- 《瀛洲古調》
- 《玉鶴軒琵琶譜》，王露著
- 《養正軒琵琶譜》，沈浩初著[2]
- 《汪昱庭琵琶譜》，與華秋蘋《琵琶譜》同源，被稱為「大月兒高」

## 各段標題
- 《汪昱庭琵琶譜》：海島冰輪、江樓望月，海嶠躊躇、銀蟾吐彩、莧露滿天，素娥旖旎、皓魄當空、瓊樓一片、銀河橫渡、玉宇千層、蟾光炯炯、玉兔西沉[1]

## 改編版本
- 彭修文曾改編為管絃樂曲

## 外部連結
- YouTube上的〈月兒高〉，王范地演奏